# Sløret
Sløret (norwegisch für Schleier) sind eine kleine Gruppe von Felsvorsprüngen im ostantarktischen Königin-Maud-Land. Sie ragen 8 km südlich des Enden entlang des Eishangs an der Kirwanveggen auf.
Norwegische Kartographen, die sie auch benannten, kartierten sie anhand von Vermessungen und Luftaufnahmen der Norwegisch-Britisch-Schwedischen Antarktisexpedition (1949–1952).